# COVER
COVER（カヴァー）は日本のバンドである。2001年11月結成。2002年Dreamusicよりメジャーデビュー。2004年5月12日、小越の脱退により「BLUE AGE ORCHESTRA」に改名。2005年3月いっぱいでDreamusicとの契約を終了。その後、新田と光永はそれぞれの創作活動やソロ活動に移り、小越は充電期間を経て別のバンド「Lo-Fi（ローファイ）」で活動している。

## メンバー
- 新田雄一（にったゆういち、1977年2月22日 - ）ボーカル・ピアノ・シンセサイザー
2006年からは作家・編曲・プロデュース業を始めている
- 光永泰一朗（みつながたいちろう、1976年9月12日 - ）ボーカル
- 小越啓史（おごしよしふみ、1975年7月17日 - ）ドラム

## ディスコグラフィー

### シングル
1. SPIRAL（2002年9月4日）
  1. SPIRAL
  2. WALL
  3. SPIRAL （ESALEN MIX） Remixed by Yann Tomita
2. This World（2003年3月5日）
  1. This World（TBS系「COUNT DOWN TV」2003年3月度エンディングテーマ）
  2. Stranger
  3. Smash

### アルバム
1. WILL（2003年4月23日）
  1. Smash
  2. Deep Blue
  3. River
  4. This World ―祈り―
  5. Spiral （album mix）
  6. Post Modern Song （interlude）
  7. Wall （album mix）
  8. Stranger
  9. If
  10. Will -- インストゥルメンタル曲。のちに平原綾香が新田の作詞で「WILL」および「心」として歌った。

### BLUE AGE ORCHESTRA
1. 永遠の木（2004年7月21日）
  1. 永遠の木
  2. 永遠の木 （INSTRUMENTAL）
2. 青春の影（2004年10月27日）
  1. 青春の影
  2. 永遠の木 （040915 HITOKUCHI-ZAKA STUDIO Version）
  3. 青春の影 （Instrumental）